# Eusebio de Granito
Eusebio de Granito (... – 1528) è stato un vescovo cattolico italiano.
Entrò nell'Ordine dei Servi di Maria che avevano aperto un convento a Sieti nel 1430 presso la chiesa-santuario di santa Maria del Paradiso. Fu de Granito (o de Granita) ad aprire l'eremo-convento di Maria Ss.ma di Carbonara in Giffoni Valle Piana nel 1490. Partecipò al Capitolo generale dell'Ordine nel 1494. Fu priore provinciale della Provincia religiosa del Regno. Fu vescovo di Capri dal 18 agosto 1514 al 1528, anno in cui morì.
Fu professore di teologia.
Si trovano di lui un ritratto sia nel chiostro della basilica della Santissima Annunziata di Firenze sia nel chiostro della chiesa della Santissima Annunziata di Pistoia, entrambi conventi dei serviti.